# Клеър (графство)
Клеър (на английски: County Clare, Каунти Клеър; на ирландски: Contae an Chláir) е едно от 26-те графства на Ирландия. Намира се в провинция Мънстър. Главен административен център е град Енис. Граничи с графствата Лимерик, Типърари и Голуей. На запад граничи с Атлантическия океан. Има площ 3147 km². Население 110 810 жители към 2006 г. Градовете в графството са Енис (най-голям по население), Инч, Килалоу, Килкий, Килръш, Лисдунварна, Нюмаркет он Фъргъс, Скариф и Шанън.